# Tylophora koi
Tylophora koi är en oleanderväxtart som beskrevs av Elmer Drew Merrill. Tylophora koi ingår i släktet Tylophora och familjen oleanderväxter. Inga underarter finns listade i Catalogue of Life.